# Koravlica
Koravlica (cyr. Коравлица) – wieś w Czarnogórze, w gminie Nikšić. W 2011 roku liczyła 62 mieszkańców.